# 706 Hirundo
706 Hirundo este un asteroid din centura principală, descoperit pe 9 octombrie 1910, de Joseph Helffrich.